# Gordon Cooper
Leroy Gordon Cooper, genannt Gordo, (* 6. März 1927 in Shawnee, Oklahoma; † 4. Oktober 2004 in Ventura, Kalifornien) war ein US-amerikanischer Astronaut, der mit Mercury-Atlas 9 und Gemini 5 ins Weltall flog.

## Militär
Nach der High School verpflichtete sich Cooper 1945 beim United States Marine Corps, der Zweite Weltkrieg war jedoch zu Ende, bevor er die Kriegsgebiete im Pazifik erreichte.
Nachdem er 1946 aus dem Marine Corps ausgeschieden war, zog er nach Hawaii, wo seine Eltern inzwischen lebten, und studierte an der dortigen Universität. Im Jahre 1947 heiratete er. 1949 ging Cooper zur US-Luftwaffe und wurde in Texas und Arizona zum Piloten ausgebildet. 1950 wurde er nach Deutschland versetzt, wo er verschiedene Typen von Jets steuerte.
1954 kehrte er in die USA zurück und studierte am Air Force Institute of Technology in Ohio, wo er 1956 einen Abschluss in Luftfahrttechnik erhielt. Nach einem weiteren Jahr Ausbildung an der Edwards Air Force Base in Kalifornien arbeitete er dort als Testpilot.

## Raumfahrertätigkeit

### Mercury
Cooper war einer der 110 Testpiloten, die in die engere Auswahl für die erste Astronautengruppe des Mercury-Programms kamen. Während der Tests bei der NASA hatte er den Eindruck, dass er ziemlich gut abgeschnitten hatte, und war überzeugt davon, dass er ausgewählt würde, so dass er bereits nach seiner Rückkehr zum Luftwaffenstützpunkt Vorbereitungen für seinen Abschied und seinen Umzug traf. So war er keineswegs überrascht, als er erfuhr, dass er tatsächlich zu den sieben ersten Astronauten (Mercury Seven) der NASA gehörte.
Am 9. April 1959 wurde er mit den sechs anderen Astronauten der Öffentlichkeit vorgestellt. Er war der jüngste der Gruppe. Jeder der Astronauten bekam eine Spezialaufgabe zugewiesen, und Cooper sollte sich dabei um die Redstone-Rakete kümmern, die an das Mercury-Raumschiff angepasst werden musste. Außerdem war er damit beschäftigt, ein Mehrzweckmesser zu entwerfen, das die Astronauten im Falle einer Notlandung oder -wasserung gebrauchen konnten.
Während der ersten beiden Mercuryflüge in der Erdumlaufbahn im Frühling 1962 (Mercury-Atlas 6 und Mercury-Atlas 7) arbeitete Cooper als Verbindungssprecher (Capcom) in der Flugleitung. Am 27. Juni 1962 wurde er dann für den nächsten Flug, Mercury-Atlas 8 mit Walter Schirra, als Ersatzpilot nominiert. Dieser Flug fand am 3. Oktober statt.
Cooper, der als einziger der sieben Astronauten noch auf seinen Einsatz wartete (Deke Slayton war aufgrund von Herzproblemen nicht mehr flugtauglich), wurde am 13. November als Pilot des letzten Mercury-Raumschiffs nominiert. Während sich fünf seiner Kollegen neuen Aufgaben im Bereich von Gemini und Apollo zuwandten, konzentrierten sich Cooper und sein Ersatzpilot Alan Shepard auf die letzte Phase von Mercury.
Am 15. Mai 1963 startete Cooper dann mit Mercury-Atlas 9 zu seinem ersten Weltraumflug. Das Raumschiff hatte er Faith 7 genannt. Er umkreiste die Erde 22 Mal und verbrachte damit mehr Zeit im All als seine fünf Vorgänger zusammen. Er war der erste Amerikaner, der in der Erdumlaufbahn schlief. Nacheinander fielen jedoch verschiedene Systeme aus, und Cooper musste die Bremsraketen manuell zünden.
34 Stunden und 19 Minuten nach dem Start wasserte er im Pazifischen Ozean und schloss damit das Mercury-Programm ab. Ein weiterer Langzeitflug, mit Alan Shepard als Astronaut und Cooper als Ersatzmann, war zwar noch in der Diskussion, wurde aber nicht mehr durchgeführt, um sich ganz auf das Gemini-Programm konzentrieren zu können. Cooper war damit der letzte NASA-Astronaut, der allein in den Weltraum flog.

### Gemini

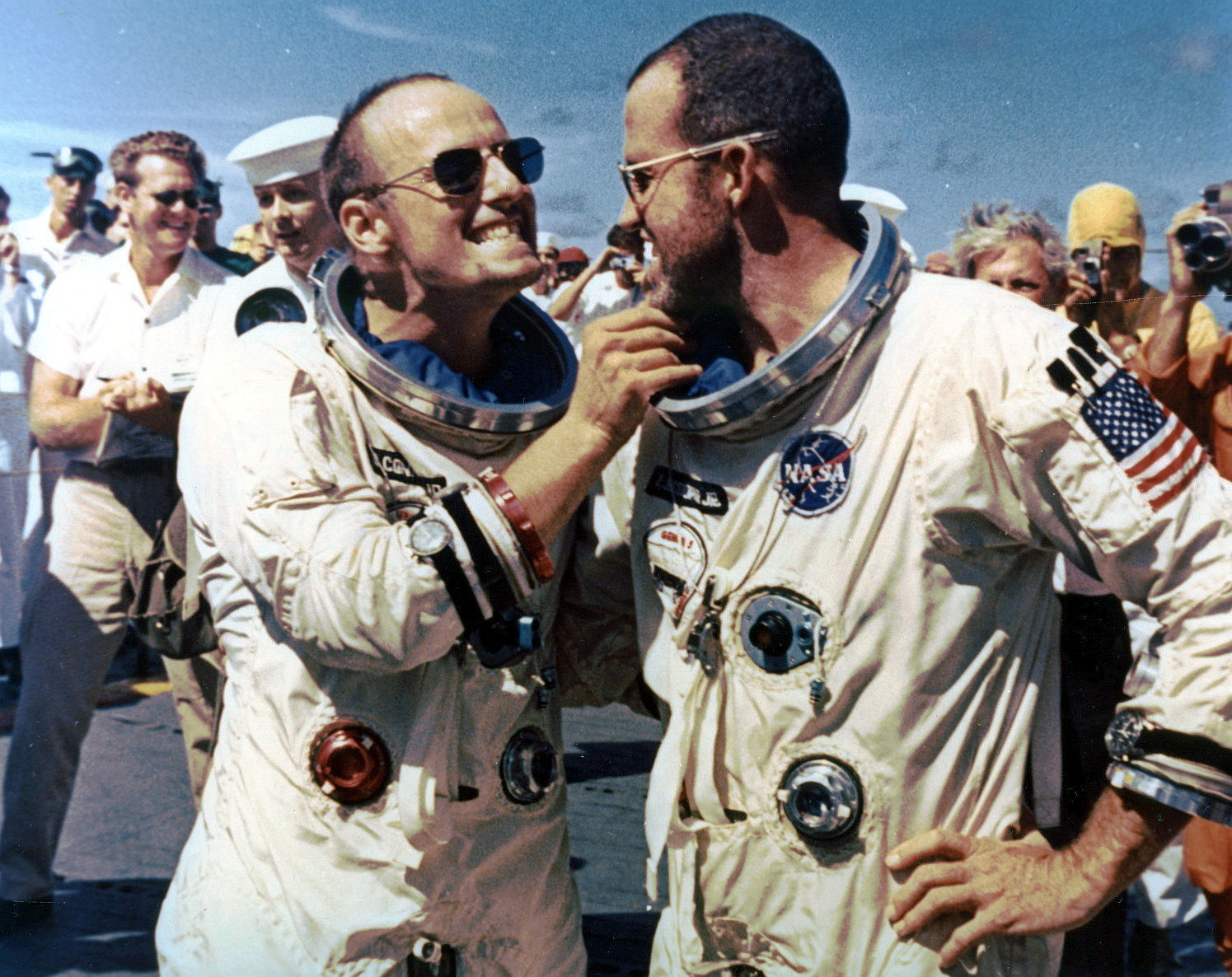
Nach der Landung von Gemini 5 durch Wasserung stehen Pete Conrad (li.) und Cooper an Deck des Schiffes Lake Champlain. Conrad bringt Cooper scherzhaft bei, „Cheese“ für die Fotografen zu sagen.

Im Rahmen des Gemini-Programms mit Zwei-Mann-Raumschiffen wurde Cooper das Kommando über Gemini 5 übertragen. Sein Pilot war Charles Conrad. Dieser Flug wurde vom 21. August bis zum 29. August 1965 durchgeführt und bedeutete mit 190 Stunden einen neuen Langzeitrekord. Cooper war der erste Astronaut, der zweimal in Erdumlaufbahnen war, und summierte damit seine Weltraumerfahrung auf 225 Stunden. Für den abschließenden Flug des Gemini-Programms, Gemini 12 im November 1966, wurde Cooper noch einmal als Ersatzkommandant eingeteilt, kam aber nicht zum Einsatz.

### Apollo
Im Apollo-Programm diente Cooper als Ersatz-Kommandant für Apollo 10, das im Mai 1969 die Generalprobe für die Mondlandung durchführte. Cooper erhoffte sich gute Chancen, als Kommandant von Apollo 13 als fünfter Mensch den Mond zu betreten. Als sich aber Alan Shepard nach langer gesundheitlich bedingter Fluguntauglichkeit zurückmeldete, ging das Kommando von Apollo 13 an ihn. Später wurde Shepards Mannschaft zu Apollo 14 eingeteilt, um Shepard mehr Zeit zur Vorbereitung zu geben. Das Kommando von Apollo 13 wurde dann jedoch Jim Lovell übertragen.
Deke Slayton, der die Mannschaftseinteilungen im Apollo-Programm vornahm, schrieb in seinen Memoiren, er habe nie beabsichtigt, Cooper mit einer weiteren Mission zu betrauen, und ihn lediglich aufgrund des Mangels an qualifizierten Astronauten als Ersatz-Kommandant von Apollo 10 berufen; er habe allerdings eine sehr kleine Chance auf das Kommando von Apollo 13 gehabt, falls er bei Apollo 10 eine herausragende Leistung gezeigt hätte – was nicht der Fall gewesen sei. Bereits seit dem Gemini-Programm war Cooper aufgrund seines mangelnden Engagements im Training und der Teilnahme an Autorennen beim NASA-Management zunehmend in Misskredit geraten.

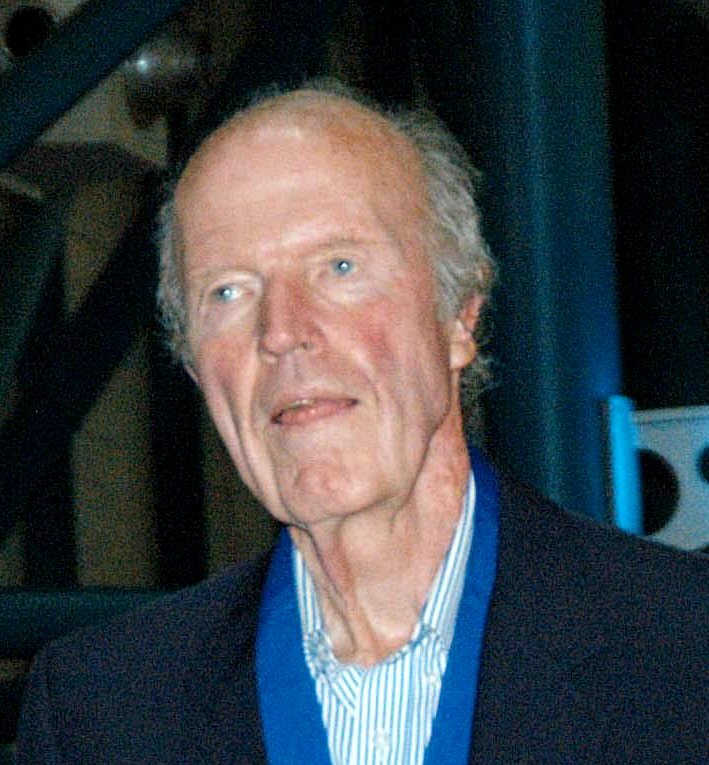
Gordon Cooper (Mai 2004)

## Nach der NASA
Cooper verließ die NASA und die Luftwaffe 1970. Er wechselte in die Wirtschaft und war in verschiedenen Firmen als technischer Berater in den Bereichen Luftfahrt und Elektronik tätig. Er war außerdem von 1974 bis 1980 Vizepräsident der Abteilung Forschung und Entwicklung von Walter E. Disney Enterprises Inc.
Zusätzlich widmete sich Cooper der Aufklärung des UFO-Phänomens. Er war durch persönliche Erlebnisse in seiner Zeit beim Militär und der NASA überzeugt, dass UFOs existieren und außerirdische Lebewesen der Ursprung des Phänomens sind. 1985 verfasste Cooper einen öffentlichen Brief an die U.N., in dem er seine Überzeugung darlegte und sich für eine internationale wissenschaftliche Untersuchung des Phänomens einsetzte.
Am 4. Oktober 2004 starb Gordon Cooper in seinem Haus in Ventura, Kalifornien. Er hinterließ vier Töchter aus zwei Ehen. Ein Teil seiner Asche wurde im Weltall bestattet.
Ihm und seinen sechs Kollegen aus dem Mercury-Team setzte der Schriftsteller Tom Wolfe in seinem Roman The Right Stuff ein literarisches Denkmal. Das Buch wurde verfilmt und lief in deutschen Kinos unter dem Titel Der Stoff, aus dem die Helden sind. In der Verfilmung wurde Gordon Cooper vom Schauspieler Dennis Quaid dargestellt.
Während der Mercury-Atlas-9-Mission entdeckte Cooper mithilfe von Messgeräten, die eigentlich versteckte Raketensilos der Sowjetunion aufspüren sollten, Stellen im Ozean, an denen er Schätze in gesunkenen Schiffswracks vermutete. Seine Notizen dienten als Vorlage für eine Doku-Soap des Discovery Channels namens Coopers Geheimnis.